# Sarah Cain
Sarah Cain (Albany, 3 de febrero de 1979) es una artista contemporánea estadounidense.

## Trayectoria
Cain nació en Albany, Nueva York, y creció en las cercanías de Kinderhook. Se mudó a California en 1997 para estudiar arte en el Instituto de Arte de San Francisco, donde realizó su licenciatura en Bellas Artes en 2001. Continuó sus estudios en la Universidad de California, Berkeley, donde terminó el máster en arte de estudio y asistió a la Escuela de Pintura y Escultura Skowhegan en 2006.
Cain utiliza gran variedad de materiales, incluidos lienzos tradicionales, bastidores y pintura, así como artefactos menos comunes, como notaciones musicales, hojas y ramas.
Quinn Latimer describió el trabajo de Cain: "Sus obras recurren a ideas aparentemente malas -dibujos con plumas y blondas; instalaciones con huevos y telas de profesores de arte hippies- y luego las transforman tan hábilmente en pinturas serias que puedes tardar un minuto en entender lo que estás mirando." En 2011, Cain colaboró con George Herms en el Museo de Arte del Condado de Orange, donde la comisaria Sarah Bancroft escribió en el catálogo que lo acompañaba que los dos artistas comparten "un interés por el lenguaje y una frustración por sus límites al describir el trabajo abstracto".
Ha realizado exposiciones individuales en el Instituto de Arte Contemporáneo de Los Ángeles, en el Museo de Arte de Aspen, y en el Museo de Arte Contemporáneo de San Diego, entre otros. Y ha sido incluida en exposiciones colectivas en el Museo de Arte del Condado de Los Ángeles, el Museo del Palacio Imperial Belvedere en Viena y la Bienal de Busan. En 2019, completó su primera obra pública permanente importante en el Aeropuerto Internacional de San Francisco: una vidriera de 150 pies con 270 colores, enmarcada en zinc soldado, que fue "arreglada minuciosamente para que no haya dos fragmentos contiguos del mismo tono".
La poeta Bernadette Mayer en su poema "Dear Sarah", describió una pintura de la artista como "es como ver un arcoíris en medio del bosque".

## Exposiciones (selección)
- Mi estación favorita es la caída del patriarcado, Galería Nacional de Arte, Washington D. C., 2021[7]
- Apertura 33: ingrese al centro, el Museo Tang en Skidmore College, Saratoga Springs, NY, 2021[8]
- In Nature, The Momentary en el Museo de Arte Crystal Bridges, Bentonville, AR, 2021[9]
- Museo de Arte de Aspen en Elk Camp en Snowmass Mountain, CO, 2017[10]
- Ahora les voy a contar todo, Instituto de Arte Contemporáneo, Los Ángeles (ICA LA), CA, 2017[11]
- La arquitectura imaginaria del amor en el Museo de Arte Contemporáneo de Raleigh, Raleigh, NC, 2015[12]
- azul en tu cuerpo, rojo cuando golpea el aire en el Museo de Arte Contemporáneo de San Diego, La Jolla, CA, 2015[13]
- Painting in Place, División Nómada de Los Ángeles, Los Ángeles, CA, 2013[14]
- Oro, comisariada por Thomas Zaunschirm, Museo del Palacio Imperial Belvedere, Viena, 2012[15]
- Exposición del Premio de Arte SECA, Museo de Arte Moderno de San Francisco, San Francisco, CA, 2007[16]
- Creo que somos creyentes, Anthony Meier Fine Arts, San Francisco, CA, 2006
- A River of If's, Anexo de Queens Nails, San Francisco, CA, 2005